# أميريكان إبيك
أميريكان إبيك هو امتياز إعلامي وثائقي يعتمد على التسجيلات الأولى للموسيقى الشعبية في الولايات المتحدة خلال عشرينيات القرن العشرين وتأثيرها الثقافي والاجتماعي والتكنولوجي على أمريكا الشمالية والعالم، ويشتمل الامتياز على سلسلة أفلام وثائقية حائزة على ثلاث جوائز من إخراج برنارد ماكماهون وفيلم وثائقي موسيقي طويل وكتاب وعشرة إصدارات ألبومات وبرنامج تعليمي، ويُعتبر أميريكان إبيك على نطاق واسع الصورة النهائية للعصر الموسيقي وواحدًا من أفضل الأفلام الوثائقية الموسيقية على الإطلاق.[3][4][5][6][7]
سلسلة الأفلام الوثائقية أميريكان إبيك تم بثها لأول مرة في الفترة من ١٦ إلى ٣٠ مايو ٢٠١٧ على بي بي سي في المملكة المتحدة وعلى بي بي اس في الولايات المتحدة الأمريكية،[1] تُروى القصة من خلال اثني عشر موسيقيًا من مختلف الأعراق والموسيقى الذين أدوا تجارب الأداء وشاركوا في هذه الجلسات التسجيلية الرائدة؛ عائلة كارتر وفرقة ممفيس وإلدر جي إي بورش والأخوة ويليامسون وديك جوستيس وتشارلي باتون وهوبي إنديان تشانترز وجوزيف كيكوكو وليديا ميندوزا وعائلة بروكس، وميسيسيبي جون هيرت، وبلايند ويلي جونسون.[8]
تم بث جلسات أميريكان إبيك لأول مرة في ٦ يونيو ٢٠١٧، وهو فيلم وثائقي يعيد فيه مهندس ترميم نظام التسجيل الصوتي الكهربائي الأول المفقود منذ فترة طويلة والذي يعود تاريخه إلى عام ١٩٢٥، ويقدم عشرون فنانًا معاصرًا تحية لهذا الجهاز الضخم من خلال محاولتهم تسجيل الأغاني عليه لأول مرة منذ ٨٠ عامًا،[9][10][11] وأخرج الفيلم وشاركه في كتابته برنارد ماكماهون وبطولة ناس وألاباما شايكس وإلتون جون وويلي نيلسون وميرل هاغارد وجاك وايت وتاج محل وأنا غابرييل وبوكلي لافارج وبك وأشلي مونرو وستيف مارتن.[9]
تم نشر كتاب أميريكان إبيك: المرة الأولى التي سمعت فيها أمريكا نفسها في ٢ مايو ٢٠١٧، وهو سيرة ذاتية مشتركة كتبها مخرج الفيلم برنارد ماكماهون والمنتجة آليسون ماكغورتي ومؤرخ الموسيقى إيليا والد وتروي ملحمة السنوات العشر من البحث عن صنع سلسلة الأفلام الوثائقية أميريكان إبيك وأفلام جلسات ذا أميريكان إبيك.[12]
تم إصدار أميريكان إبيك: المجموعة في ١٢ مايو ٢٠١٧ - وهو صندوق يحتوي على ٥ أقراص مضغوطة مكون من ١٠٠ أغنية تضم أغنية واحدة لكل فنان من مائة فنان تم البحث عنهم كموضوعات محتملة لأفلام أميريكان إبيك، وفي نفس اليوم تم إصدار أميريكان إبيك: الموسيقى التصويرية الذي يضم ١٤ عرضًا كلاسيكيًا وعرضًا معاصرًا واحدًا ظهر في وثائقيات أميريكان إبيك.[2][13]
تم إصدار موسيقى من جلسات ذا أميريكان إبيك في ٩ يونيو ٢٠١٧، والذي يضم فنانين معاصرين يسجلون مباشرة على أول نظام تسجيل صوت كهربائي تم ترميمه من عشرينيات القرن العشرين، ويحتوي الألبوم المزدوج المكون من قرصين من الفينيل على ٣٢ عرضًا تم تسجيلها لفيلم جلسات ذا أميريكان إبيك.[2]
تم إصدار سلسلة من التجميعات للفنانين الذين ظهروا في أفلام أميريكان إبيك الوثائقية في ١٦ يونيو ٢٠١٧، كانت الألبومات هي أميريكان إبيك: أفضل أغاني ميسيسبي جون هيرت، وأميريكان إبيك: أفضل أغاني ذا كارتر فاملي، وأميريكان إبيك: أفضل أغاني بليند ويلي جونسون، وأميريكان إبيك: أفضل أغاني ميمفس جق باند جنبًا إلى جنب مع أميريكان إبيك: أفضل أغاني ليد بيلي الذي لم يظهر في الفيلم، ورافق هذه الإصدارات اثنان من تجميعات الأنواع؛ أميريكان إبيك: أفضل أغاني البلوز وأميريكان إبيك: أفضل أغاني الكونتري وتم إصدار الألبومات كتنزيلات رقمية مع إصدار إصدارات مقطوعة على الفينيل.[2]
تم إطلاق برنامج تعليمي يعتمد على سلسلة أفلام أميريكان إبيك في مدارس جامعة شيكاغو التطبيقية في خريف عام ٢٠١٧.[14]

## سلسلة أفلام وثائقية
أميريكان إبيك هي سلسلة أفلام وثائقية عن التسجيلات الأولى للموسيقى الشعبية في الولايات المتحدة خلال عشرينيات القرن العشرين وتأثيرها الثقافي والاجتماعي والتكنولوجي على أمريكا الشمالية والعالم،[1] من إخراج وشارك في كتابتها برنارد ماكماهون، تُروى القصة من خلال اثني عشر موسيقيًا من مختلف الأعراق والموسيقى الذين أدوا تجارب الأداء وشاركوا في هذه الجلسات التسجيلية الرائدة؛ عائلة كارتر، وفرقة ممفيس، وإلدر جي إي بيرتش، والأخوة ويليامسون، وديك جوستيس، وتشارلي باتون، وهوبي إنديان تشانترز، وجوزيف كيكوكو، وليديا ميندوزا، وبروكس فاميلي، وميسيسيبي جون هيرت، وبلايند ويلي جونسون.[8]
كانت الفكرة وراء الفيلم هي توثيق كيفية قيام تقنية التسجيل الصوتي الكهربائي بتغيير المجتمع الأمريكي، وكيف أدت تجارب الأداء التي أجرتها شركات تسجيل الأسطوانات في جميع أنحاء أمريكا الشمالية في أواخر عشرينيات القرن العشرين إلى إعطاء صوت لجميع الأقليات العرقية وأنواع الموسيقى،[15][16] واحتوت الأفلام على العديد من القصص التي لم تُرو من قبل،[17][18] بالإضافة إلى كمية هائلة من اللقطات الأرشيفية النادرة وغير المرئية سابقًا،[19][20] والموسيقى التصويرية التي أعيد ترميمها بشكل كبير من عشرينيات القرن العشرين والثلاثينيات منه.[21][22]
قرر ماكماهون أن جميع الأشخاص الذين تمت مقابلتهم يجب أن يكونوا قد عرفوا شخصيًا الموضوعات المتوفاة منذ فترة طويلة في الأفلام، وتم إجراء هذه المقابلات في الموقع الذي عاش فيه الموسيقيون[23] مصحوبة بصور بانورامية جوية للمواقع الجغرافية الحالية والقديمة لإعطاء إحساس بالمناظر الطبيعية المتنوعة بشكل كبير في أمريكا الشمالية وتأثيرها على الموسيقى،[19][23] وعندما عرض ماكماهون رؤيته للأفلام واللقطات الأرشيفية على روبرت ريدفورد في اجتماعهما الأول خلال مرحلة ما قبل الإنتاج، قال ريدفورد إنها "أعظم قصة غير مروية في أمريكا".[24]
حصلت سلسلة الأفلام على عدد من الجوائز، بما في ذلك جائزة جمهور فوكستيل في مهرجان سيدني السينمائي لعام ٢٠١٦،[25] وجائزة الاكتشاف في مهرجان كالجاري السينمائي الدولي لعام ٢٠١٦،[26] وتم ترشيحها لجائزة إيمي،[27] وترشحت جوائز فوكال انترناشونال فيلم أميريكان إبيك لأفضل استخدام للقطات في فيلم وثائقي تاريخي وأفضل استخدام للقطات في إنتاج موسيقي في ٢٣ أبريل ٢٠١٨،[28] ووصف العديد من النقاد أفلام أميريكان إبيك بأنها واحدة من أفضل الأفلام الوثائقية الموسيقية على الإطلاق.[29][7][5][4][3]
مواعيد البث على بي بي اس:
•    أميريكان إبيك: ذا بيق بانق – مايو ١٦، ٢٠١٧: ٩-١٠ مساءً
•    أميريكان إبيك: بلود اند سويل – مايو ٢٣، ٢٠١٧: ٩-١٠ مساءً
•    أميريكان إبيك: اوت اوف ذا ميني، ذا ون – مايو ٣٠، ٢٠١٧: ٩-١٠:٣٠ مساءً

## جلسات أميريكان إبيك
جلسات ذا أميريكان إبيك هو فيلم وثائقي يعيد فيه مهندس ترميم نظام التسجيل الصوتي الكهربائي الأول المفقود منذ فترة طويلة والذي يعود تاريخه إلى عام ١٩٢٥، ويقدم عشرون فنانًا معاصرًا تحية لهذا الجهاز الضخم من خلال محاولتهم تسجيل الأغاني عليه لأول مرة منذ ٨٠ عامًا.[30][10][9] أخرج الفيلم وشارك في كتابته برنارد ماكماهون وبطولة ناس، وألاباما شايكس، وإلتون جون، وويلي نيلسون، وميرل هاغارد، وجاك وايت، وتاج محل، وأنا غابرييل، وبوكلي لافارج، وبك، وأشلي مونرو، وستيف مارتن.[9]
استخدم الفيلم مجموعة متنوعة من المؤدين، سواء من الناحية العرقية أو الموسيقية، لتمثيل اتساع الثقافات التي حصلت لأول مرة على منصة وطنية من خلال اختراع جهاز التسجيل هذا،[22][16][9] كما استكشف مدى تأثير وتأثر الموسيقى المعاصرة بالتسجيلات التي تم إجراؤها عليها في عشرينيات القرن العشرين.[31][16][9]
استغرق الفيلم عقدًا من الزمن لاستعادة الجهاز، والذي تم تجميعه من قطع غيار متناثرة في جميع أنحاء العالم،[32] من أجل فهم أفضل لأصول تقنية التسجيل الحديثة،[33][34] وتأثير الجهاز على الثقافة العالمية،[17][35] وسيضع الجهاز الصوت على الصور المتحركة.[36][37][34][16]
قبل إصدار جلسات ذا أميريكان إبيك، كان نظام التسجيل غامضًا ولم يُر منذ حوالي ٨٠ عامًا،[38][26] وأوضح المهندس نيكولاس بيرغ الذي أعاد تجميع الجهاز وترميمه: "كان لدي اثنان من المعلمين عندما كنت أبدأ في مجال الصوت اللذين بدأت حياتهما المهنية في أواخر الثلاثينيات من القرن الماضي في أمريكا وقد أخبرني كلاهما أنه حتى في أواخر الثلاثينيات كان هذا النظام أسطوريًا بشكل أساسي ولم يروا أيًا من مكوناته أو حتى الصور، لذا حتى في غضون عشر سنوات اختفى بشكل أساسي عن وجه الأرض.[39]
استكشف إعادة إنشاء جلسة تسجيل حية على الطراز التقليدي في عشرينيات القرن الماضي في الفيلم جوهر ما يجعل الأداء المسجل رائعًا.[40][41]
حظي الفيلم على إشادة واسعة النطاق لإخراجه وعروضه الموسيقية وصوته والتصوير السينمائي الخاص به،[3][5][6][37][42][43] فاز الفيلم بجائزة ديسكوفري وجائزة الجمهور في مهرجان كالجاري السينمائي الدولي،[26] وتم ترشيحه لجائزة برايم تايم ايمي،[27] وتم ترشيح برنارد ماكماهون وآليسون ماكغورتي كأفضل المواهب الواعدة من قبل جوائز الأكاديمية البريطانية للأفلام[44] وفاز الفيلم بجائزة القرامي عن أداء ألاباما شيكس لأغنية "كيلر ديلر بلوز".[45]
موعد البث على بي بي اس:
الثلاثاء ٦ يونيو ٢٠١٧: ٨-١١ مساءً

## كتاب
أميريكان إبيك: المرة الأولى التي سمعت فيها أمريكا نفسها هو مذكرات مشتركة كتبها مخرج الفيلم برنارد ماكماهون، والمنتجة آليسون ماكغورتي، ومؤرخ الموسيقى إيليا والد، ويسجل الكتاب رحلة العشر سنوات للبحث عن صنع أفلام أميريكان إبيك، ويضم مقابلات مع مواضيع الأفلام ويحتوي على معلومات تكميلية وصور لم يتم عرضها في الأفلام الوثائقية أو إصدارات الموسيقى،[9] وتم إصدار الكتاب والكتاب الصوتي في ٢ مايو ٢٠١٧.[6]
حاز الكتاب على جائزة جمعية مجموعات الصوت المسجلة لعام 2017.[46]

## الموسيقى التصويرية والألبومات
رافقت أفلام أميريكان إبيك ١٠ إصدارات موسيقية، وشملت هذه المجموعة:
- أميريكان إبيك: المجموعة - مجموعة صندوقية من ٥ أقراص مضغوطة تضم ١٠٠ أغنية، تحتوي على مسار واحد لكل من الفنانين المئة الذين تم البحث عنهم كمواضيع محتملة لأفلام أميريكان إبيك.
- أميريكان إبيك: الموسيقى التصويرية والذي تم إصداره ويضم العروض من أفلام أميريكان إبيك الوثائقية.
- موسيقى من جلسات ذا أميريكان إبيك تضم فنانين معاصرين يسجلون مباشرةً على أول نظام تسجيل صوتي كهربائي تم ترميمه من عشرينيات القرن العشرين، واحتوى الألبوم على ٣٢ عرضًا تم تسجيلها لفيلم جلسات ذا أميريكان إبيك.

تم إصدار سلسلة من التجميعات للفنانين المشاركين في أفلام أميريكان إبيك الوثائقية، والألبومات هي:
- أميريكان إبيك: أفضل أغاني مسيسيبي جون هيرت
- أميريكان إبيك: أفضل أغاني ذا كارتر فاملي
- أميريكان إبيك: أفضل أغاني بليند بيلي جونسون
- أميريكان إبيك: أفضل أغاني ممفيس جق باند
- أميريكان إبيك: أفضل أغاني ليد بيلي الذي لم يظهر في سلسلة الأفلام.

رافق هذه الإصدارات مجموعتان مختارتان من النوع:
- أميريكان إبيك: أفضل أغاني البلوز
- أميريكان إبيك: أفضل أغاني الكونتري، وتم إصدار أفضل أغاني على شكل تنزيلات رقمية مع إصدار نسخ مختصرة على الفينيل.[2]

تم استخدام تقنيات استعادة الصوت الجديدة التي تم تطويرها لإنتاج فيلم أميريكان إبيك لاستعادة الأغاني على الألبومات.[7]
وتم إجراء عمليات نقل القرص عيار ٧٨ دورة في الدقيقة بواسطة مهندس الصوت نيكولاس بيرغ باستخدام تقنيات الهندسة العكسية المكتسبة من العمل مع معدات التسجيل الأصلية في عشرينيات القرن العشرين جلسات ذا أمريكان إبيك،[32] إلى جانب استعادة الصوت الدقيقة التي قام بها بيتر هيندرسن وجويل تيفتيلر للكشف عن دقة ووجود ووضوح أكبر لهذه التسجيلات العائدة إلى عشرينيات القرن العشرين والثلاثينيات أكثر من أي وقت مضى.[22][32][39][47][48]
وعلق نيكولاس بيرغ: "التسجيلات في هذه المجموعة خاصة لأنها تستخدم أبكر وأن أبسط نوع من معدات التسجيل الكهربائية المستخدمة في أعمال الاستوديو التجارية، ونتيجة لذلك، لديهم جودة فورية لا مثيل لها."[21]
تم إعادة طباعة بعض التسجيلات من الأجزاء المعدنية الأصلية، والتي عثر عليها فريق الإنتاج أثناء البحث عن الأفلام،[49] وأوضح بيتر هندرسون: "في بعض الحالات، كنا محظوظين بما يكفي للحصول على بعض الأجزاء المعدنية - هذه هي الأجزاء الأصلية حيث تم قطعها إلى شمع ووضع المعدن في الأخاديد وتم طباعة الأقراص منها في عشرينيات القرن العشرين، ولا يزال بعضها موجودًا - كان لدى سوني بعض منها في خزائنها."[39]
حازت الإصدارات على استحسان خاص لاختيار الأغاني وجودة صوت عمليات نقل سجلات ٧٨ دورة في الدقيقة العتيقة.[22][47][48][50][51]

## البرنامج التعليمي
في سبتمبر ٢٠١٧، أعلنت مدارس جامعة شيكاغو لابوراتوري عن برنامج تعليمي من مرحلة ما قبل المدرسة إلى المدرسة الثانوية لمدة تسعة أشهر يستند إلى أفلام أميريكان إبيك اعتبارًا من ٦ أكتوبر ٢٠١٧،[14] وتضم المدرسة التي أسسها المربي الأمريكي جون ديوي عام ١٨٩٦ أكثر من ٢٠١٥ طالبًا مسجلين في ١٥ صفًا.[52]
وصرح رئيس مجلس إدارة لاب ديفيد كيستنبروكر أن "البرنامج مصمم لتعزيز مهمة لاب من خلال إحضار الفنانين الممارسين إلى الحرم الجامعي، في مختلف القدرات، للعمل مباشرة مع طلاب لاب"،[14] وشارك في البرنامج مخرج الفيلم برنارد ماكماهون والمنتجة والمشاركة في الكتابة آليسون ماكغورتي كفنانين مقيمين.
وقال السيد كيستنبروكر: "إن مفهوم الفنان المقيم - الذي تم اختباره بنجاح في طرق أخرى في لاب - لديه القدرة على إشعال الإبداع بطرق جديدة وغير متوقعة تمامًا، ويستفيد طلابنا وأعضاء هيئة التدريس لدينا من خلال العمل جنبًا إلى جنب مع الممارسين الفنيين الرائدين هذا يتفق تمامًا مع الطريقة التي تصور بها جون ديوي مجتمع المتعلمين".[14]